# Mezquita de Sidi Bou Abib

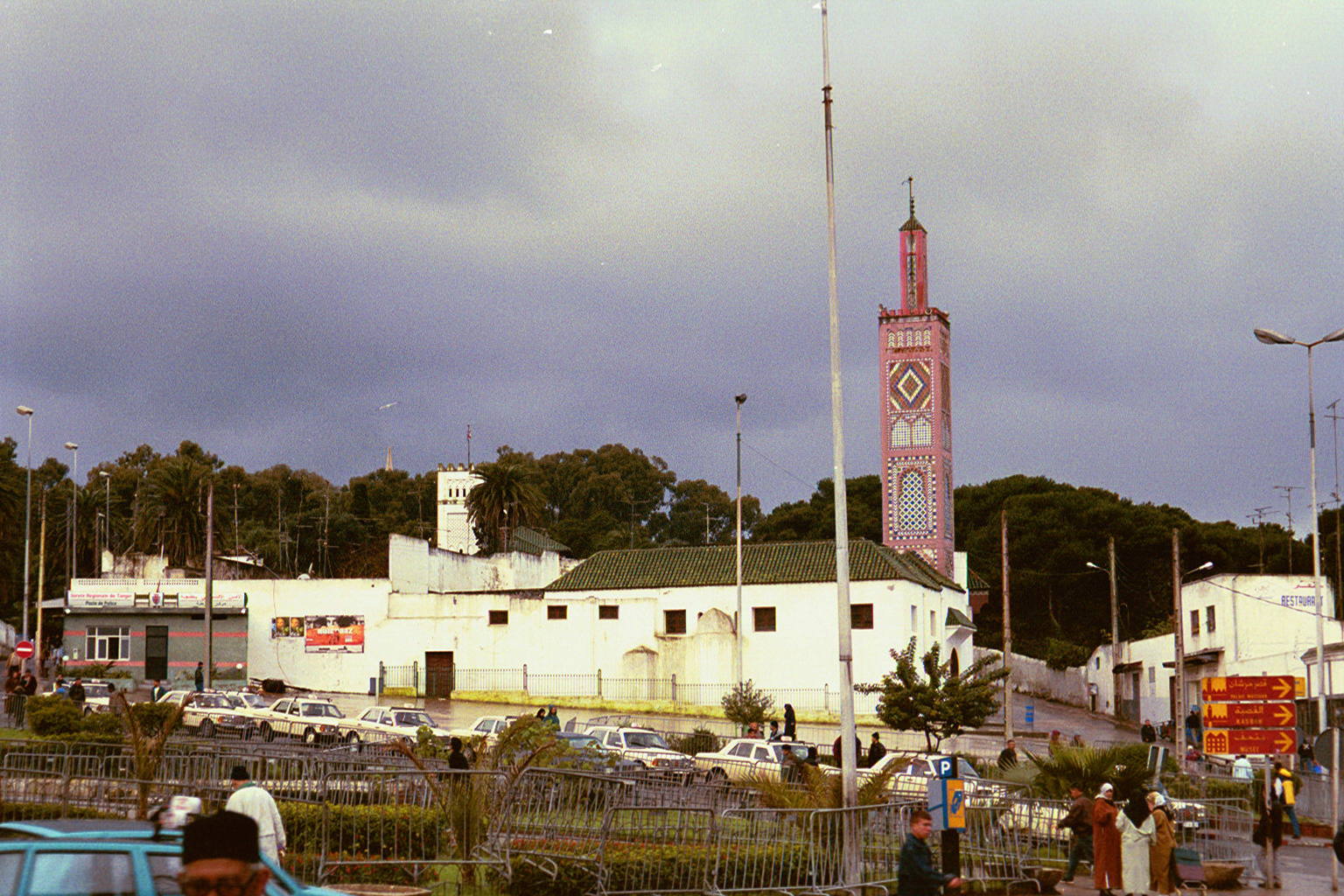
Mezquita de Sidi Bou Abib.

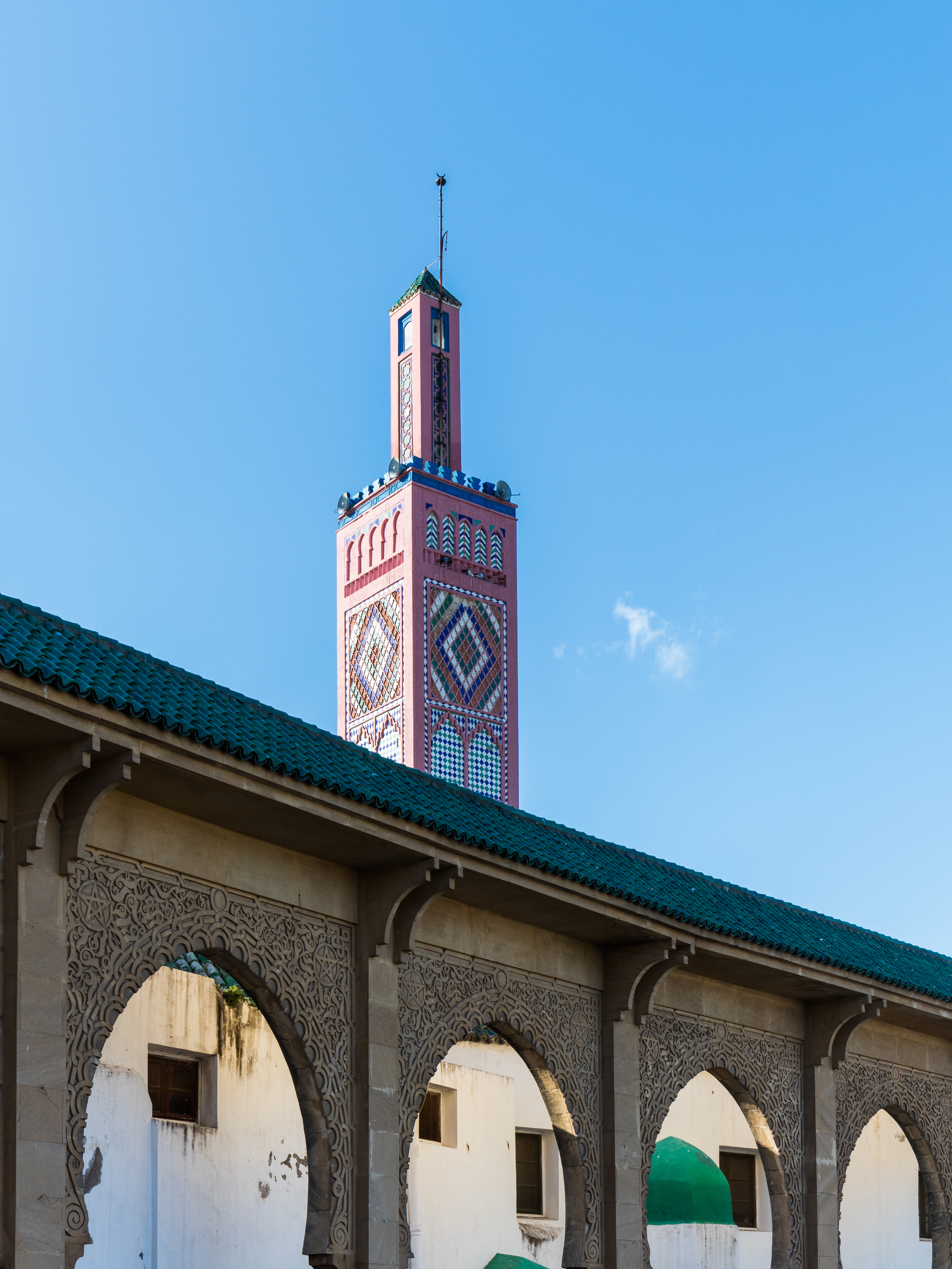
Vista del minarete de la mezquita desde la plaza del 9 de abril de 1947.

La mezquita de Sidi Bou Abib es una mezquita que se alza sobre el Gran Socco (oficialmente conocida como la plaza del 9 de abril de 1947), centro de Tánger central, Marruecos. El edificio se construyó en 1917 y está decorado en con azulejos de policromía.